# NRL 2015/Ergebnisse
Diese Liste enthält die Ergebnisse der regulären Saison der NRL 2015. Die reguläre Saison startete am 5. März und endete am 6. September. Sie umfasste 26 Runden.

## Runde 1
| 5. März 20:05 | Brisbane Broncos | 6 : 36 | South Sydney Rabbitohs | Suncorp Stadium, Brisbane Zuschauer: 36.057 Schiedsrichter: Gerard Sutton, Grant Atkins |
| 5. März 20:05 | (2:10) Bericht   |        |                        | Suncorp Stadium, Brisbane Zuschauer: 36.057 Schiedsrichter: Gerard Sutton, Grant Atkins |

| 6. März 19:45 | Parramatta Eels | 42 : 12 | Manly-Warringah Sea Eagles | Parramatta Stadium, Sydney Zuschauer: 18.718 Schiedsrichter: Matt Cecchin, Henry Perenara |
| 6. März 19:45 | (16:12) Bericht |         |                            | Parramatta Stadium, Sydney Zuschauer: 18.718 Schiedsrichter: Matt Cecchin, Henry Perenara |

| 8. März 16:00 | Penrith Panthers | 24 : 18 | Canterbury-Bankstown Bulldogs | Penrith Stadium, Sydney Zuschauer: 18.817 Schiedsrichter: Ben Cummins, Gavin Reynolds |
| 8. März 16:00 | (14:0) Bericht   |         |                               | Penrith Stadium, Sydney Zuschauer: 18.817 Schiedsrichter: Ben Cummins, Gavin Reynolds |

| 7. März 16:30 | Newcastle Knights | 24 : 14 | New Zealand Warriors | Hunter Stadium, Newcastle Zuschauer: 16.146 Schiedsrichter: Ashley Klein, Chris Butler |
| 7. März 16:30 | (6:14) Bericht    |         |                      | Hunter Stadium, Newcastle Zuschauer: 16.146 Schiedsrichter: Ashley Klein, Chris Butler |

| 7. März 18:00 | Gold Coast Titans | 18 : 19 | Wests Tigers | Cbus Super Stadium, Gold Coast Zuschauer: 14.319 Schiedsrichter: Gavin Badger, Adam Gee |
| 7. März 18:00 | (12:6) Bericht    |         |              | Cbus Super Stadium, Gold Coast Zuschauer: 14.319 Schiedsrichter: Gavin Badger, Adam Gee |

| 8. März 18:30 | Cronulla-Sutherland Sharks | 20 : 24 | Canberra Raiders | Endeavour Field, Sydney Zuschauer: 11.096 Schiedsrichter: Gavin Morris, Alan Shortall |
| 8. März 18:30 | (6:14) Bericht             |         |                  | Endeavour Field, Sydney Zuschauer: 11.096 Schiedsrichter: Gavin Morris, Alan Shortall |

| 7. März 20:00 | North Queensland Cowboys | 4 : 28 | Sydney Roosters | 1300SMILES Stadium, Townsville Zuschauer: 17.123 Schiedsrichter: Jarred Maxwell, Chris Sutton |
| 7. März 20:00 | (0:22) Bericht           |        |                 | 1300SMILES Stadium, Townsville Zuschauer: 17.123 Schiedsrichter: Jarred Maxwell, Chris Sutton |

| 9. März 19:00 | St. George Illawarra Dragons | 4 : 12 | Melbourne Storm | Jubilee Oval, Sydney Zuschauer: 10.028 Schiedsrichter: Adam Devcich, David Munro |
| 9. März 19:00 | (0:6) Bericht                |        |                 | Jubilee Oval, Sydney Zuschauer: 10.028 Schiedsrichter: Adam Devcich, David Munro |

## Runde 2
| 13. März 19:35 | Canterbury-Bankstown Bulldogs | 32 : 12 | Parramatta Eels | ANZ Stadium, Sydney Zuschauer: 28.876 Schiedsrichter: Gerard Sutton, Grant Atkins |
| 13. März 19:35 | (8:4) Bericht                 |         |                 | ANZ Stadium, Sydney Zuschauer: 28.876 Schiedsrichter: Gerard Sutton, Grant Atkins |

| 13. März 20:35 | Cronulla-Sutherland Sharks | 2 : 10 | Brisbane Broncos | Endeavour Field, Sydney Zuschauer: 8.369 Schiedsrichter: Ben Cummins, Gavin Reynolds |
| 13. März 20:35 | (2:0) Bericht              |        |                  | Endeavour Field, Sydney Zuschauer: 8.369 Schiedsrichter: Ben Cummins, Gavin Reynolds |

| 14. März 16:30 | Penrith Panthers | 40 : 0 | Gold Coast Titans | Carrington Park, Bathurst Zuschauer: 6.240 Schiedsrichter: Gavin Morris, Alan Shortall |
| 14. März 16:30 | (8:0) Bericht    |        |                   | Carrington Park, Bathurst Zuschauer: 6.240 Schiedsrichter: Gavin Morris, Alan Shortall |

| 14. März 19:00 | Manly-Warringah Sea Eagles | 24 : 22 | Melbourne Storm | Brookvale Oval, Sydney Zuschauer: 10.531 Schiedsrichter: Jarred Maxwell, Chris Sutton |
| 14. März 19:00 | (24:6) Bericht             |         |                 | Brookvale Oval, Sydney Zuschauer: 10.531 Schiedsrichter: Jarred Maxwell, Chris Sutton |

| 14. März 20:00 | North Queensland Cowboys | 14 : 16 | Newcastle Knights | 1300SMILES Stadium, Townsville Zuschauer: 13.006 Schiedsrichter: Gavin Badger, Matt Noyen |
| 14. März 20:00 | (14:4) Bericht           |         |                   | 1300SMILES Stadium, Townsville Zuschauer: 13.006 Schiedsrichter: Gavin Badger, Matt Noyen |

| 15. März 16:00 | South Sydney Rabbitohs | 34 : 26 | Sydney Roosters | ANZ Stadium, Sydney Zuschauer: 27.289 Schiedsrichter: Matt Cecchin, Henry Perenara |
| 15. März 16:00 | (12:16) Bericht        |         |                 | ANZ Stadium, Sydney Zuschauer: 27.289 Schiedsrichter: Matt Cecchin, Henry Perenara |

| 15. März 18:30 | Canberra Raiders | 6 : 18 | New Zealand Warriors | Canberra Stadium, Canberra Zuschauer: 8.241 Schiedsrichter: Adam Devcich, Gavin Reynolds |
| 15. März 18:30 | (6:6) Bericht    |        |                      | Canberra Stadium, Canberra Zuschauer: 8.241 Schiedsrichter: Adam Devcich, Gavin Reynolds |

| 16. März 19:00 | Wests Tigers   | 22 : 4 | St. George Illawarra Dragons | Campbelltown Stadium, Sydney Zuschauer: 11.837 Schiedsrichter: Ashley Klein, Adam Gee |
| 16. März 19:00 | (20:4) Bericht |        |                              | Campbelltown Stadium, Sydney Zuschauer: 11.837 Schiedsrichter: Ashley Klein, Adam Gee |

## Runde 3
| 20. März 19:35 | Brisbane Broncos | 44 : 22 | North Queensland Cowboys | Suncorp Stadium, Brisbane Zuschauer: 40.047 Schiedsrichter: Gerard Sutton, Grant Atkins |
| 20. März 19:35 | (32:6) Bericht   |         |                          | Suncorp Stadium, Brisbane Zuschauer: 40.047 Schiedsrichter: Gerard Sutton, Grant Atkins |

| 20. März 19:35 | Manly-Warringah Sea Eagles | 12 : 16 | Canterbury-Bankstown Bulldogs | Brookvale Oval, Sydney Zuschauer: 10.498 Schiedsrichter: Matt Cecchin, Henry Perenara |
| 20. März 19:35 | (4:10) Bericht             |         |                               | Brookvale Oval, Sydney Zuschauer: 10.498 Schiedsrichter: Matt Cecchin, Henry Perenara |

| 21. März 17:00 | New Zealand Warriors | 29 : 16 | Parramatta Eels | Mount Smart Stadium, Auckland Zuschauer: 14.112 Schiedsrichter: Ashley Klein, Adam Gee |
| 21. März 17:00 | (22:0) Bericht       |         |                 | Mount Smart Stadium, Auckland Zuschauer: 14.112 Schiedsrichter: Ashley Klein, Adam Gee |

| 21. März 17:30 | Canberra Raiders | 20 : 22 | St. George Illawarra Dragons | Canberra Stadium, Canberra Zuschauer: 11.774 Schiedsrichter: Jarred Maxwell, Gavin Morris |
| 21. März 17:30 | (18:8) Bericht   |         |                              | Canberra Stadium, Canberra Zuschauer: 11.774 Schiedsrichter: Jarred Maxwell, Gavin Morris |

| 21. März 19:30 | Melbourne Storm | 36 : 18 | Cronulla-Sutherland Sharks | AAMI Park, Melbourne Zuschauer: 13.015 Schiedsrichter: Gavin Badger, Chris Sutton |
| 21. März 19:30 | (18:6) Bericht  |         |                            | AAMI Park, Melbourne Zuschauer: 13.015 Schiedsrichter: Gavin Badger, Chris Sutton |

| 22. März 16:00 | South Sydney Rabbitohs | 20 : 6 | Wests Tigers | ANZ Stadium, Sydney Zuschauer: 23.211 Schiedsrichter: Ben Cummins, Alan Shortall |
| 22. März 16:00 | (10:6) Bericht         |        |              | ANZ Stadium, Sydney Zuschauer: 23.211 Schiedsrichter: Ben Cummins, Alan Shortall |

| 22. März 17:30 | Gold Coast Titans | 18 : 20 | Newcastle Knights | Cbus Super Stadium, Gold Coast Zuschauer: 6.962 Schiedsrichter: Adam Devcich, Gavin Reynolds |
| 22. März 17:30 | (6:14) Bericht    |         |                   | Cbus Super Stadium, Gold Coast Zuschauer: 6.962 Schiedsrichter: Adam Devcich, Gavin Reynolds |

| 23. März 19:00 | Sydney Roosters | 20 : 12 | Penrith Panthers | Allianz Stadium, Sydney Zuschauer: 10.735 Schiedsrichter: Gerard Sutton, Matt Cecchin |
| 23. März 19:00 | (8:6) Bericht   |         |                  | Allianz Stadium, Sydney Zuschauer: 10.735 Schiedsrichter: Gerard Sutton, Matt Cecchin |

## Runde 4
| 27. März 19:35 | Parramatta Eels | 29 : 16 | South Sydney Rabbitohs | Parramatta Stadium, Sydney Zuschauer: 15.562 Schiedsrichter: Ben Cummins, Alan Shortall |
| 27. März 19:35 | (14:12) Bericht |         |                        | Parramatta Stadium, Sydney Zuschauer: 15.562 Schiedsrichter: Ben Cummins, Alan Shortall |

| 27. März 19:35 | Canterbury-Bankstown Bulldogs | 25 : 24 n. V. | Wests Tigers | ANZ Stadium, Sydney Zuschauer: 20.121 Schiedsrichter: Ashley Klein, Adam Gee |
| 27. März 19:35 | (6:6) Bericht                 |               |              | ANZ Stadium, Sydney Zuschauer: 20.121 Schiedsrichter: Ashley Klein, Adam Gee |

| 28. März 15:00 | Newcastle Knights | 26 : 14 | Penrith Panthers | Hunter Stadium, Newcastle Zuschauer: 20.114 Schiedsrichter: Jarred Maxwell, Gavin Morris |
| 28. März 15:00 | (18:4) Bericht    |         |                  | Hunter Stadium, Newcastle Zuschauer: 20.114 Schiedsrichter: Jarred Maxwell, Gavin Morris |

| 28. März 17:30 | Cronulla-Sutherland Sharks | 22 : 24 | Gold Coast Titans | Endeavour Field, Sydney Zuschauer: 9.566 Schiedsrichter: Gerard Sutton, Matt Noyen |
| 28. März 17:30 | (14:6) Bericht             |         |                   | Endeavour Field, Sydney Zuschauer: 9.566 Schiedsrichter: Gerard Sutton, Matt Noyen |

| 28. März 19:30 | St. George Illawarra Dragons | 12 : 4 | Manly-Warringah Sea Eagles | Wollongong Showground, Wollongong Zuschauer: 12.087 Schiedsrichter: Gavin Badger, Chris Sutton |
| 28. März 19:30 | (10:0) Bericht               |        |                            | Wollongong Showground, Wollongong Zuschauer: 12.087 Schiedsrichter: Gavin Badger, Chris Sutton |

| 29. März 14:00 | Sydney Roosters | 34 : 6 | Canberra Raiders | Allianz Stadium, Sydney Zuschauer: 9.582 Schiedsrichter: Adam Devcich, Gavin Reynolds |
| 29. März 14:00 | (18:6) Bericht  |        |                  | Allianz Stadium, Sydney Zuschauer: 9.582 Schiedsrichter: Adam Devcich, Gavin Reynolds |

| 29. März 14:00 | New Zealand Warriors | 16 : 24 | Brisbane Broncos | Mount Smart Stadium, Auckland Zuschauer: 14.670 Schiedsrichter: Matt Cecchin, Grant Atkins |
| 29. März 14:00 | (0:16) Bericht       |         |                  | Mount Smart Stadium, Auckland Zuschauer: 14.670 Schiedsrichter: Matt Cecchin, Grant Atkins |

| 30. März 18:00 | North Queensland Cowboys | 18 : 17 n. V. | Melbourne Storm | 1300SMILES Stadium, Townsville Zuschauer: 11.609 Schiedsrichter: Ben Cummins, Henry Perenara |
| 30. März 18:00 | (4:16) Bericht           |               |                 | 1300SMILES Stadium, Townsville Zuschauer: 11.609 Schiedsrichter: Ben Cummins, Henry Perenara |

## Runde 5
| 3. April 16:00 | Canterbury-Bankstown Bulldogs | 17 : 18 | South Sydney Rabbitohs | ANZ Stadium, Sydney Zuschauer: 40.523 Schiedsrichter: Gerard Sutton, Gavin Morris |
| 3. April 16:00 | (10:8) Bericht                |         |                        | ANZ Stadium, Sydney Zuschauer: 40.523 Schiedsrichter: Gerard Sutton, Gavin Morris |

| 3. April 19:35 | Gold Coast Titans | 16 : 26 | Brisbane Broncos | Cbus Super Stadium, Gold Coast Zuschauer: 15.432 Schiedsrichter: Ashley Klein, Alan Shortall |
| 3. April 19:35 | (6:18) Bericht    |         |                  | Cbus Super Stadium, Gold Coast Zuschauer: 15.432 Schiedsrichter: Ashley Klein, Alan Shortall |

| 4. April 17:05 | Manly-Warringah Sea Eagles | 16 : 29 | Canberra Raiders | Lavington Sports Ground, Albury Zuschauer: 6.436 Schiedsrichter: Henry Perenara, Gavin Reynolds |
| 4. April 17:05 | (4:23) Bericht             |         |                  | Lavington Sports Ground, Albury Zuschauer: 6.436 Schiedsrichter: Henry Perenara, Gavin Reynolds |

| 4. April 19:30 | Newcastle Knights | 0 : 13 | St. George Illawarra Dragons | Hunter Stadium, Newcastle Zuschauer: 14.261 Schiedsrichter: Gavin Badger, Chris Sutton |
| 4. April 19:30 | (0:6) Bericht     |        |                              | Hunter Stadium, Newcastle Zuschauer: 14.261 Schiedsrichter: Gavin Badger, Chris Sutton |

| 5. April 16:00 | Sydney Roosters | 12 : 20 | Cronulla-Sutherland Sharks | Allianz Stadium, Sydney Zuschauer: 12.004 Schiedsrichter: Ben Cummins, Adam Gee |
| 5. April 16:00 | (0:4) Bericht   |         |                            | Allianz Stadium, Sydney Zuschauer: 12.004 Schiedsrichter: Ben Cummins, Adam Gee |

| 6. April 15:00 | Parramatta Eels | 6 : 22 | Wests Tigers | ANZ Stadium, Sydney Zuschauer: 35.510 Schiedsrichter: Jared Maxwell, Gavin Morris |
| 6. April 15:00 | (6:4) Bericht   |        |              | ANZ Stadium, Sydney Zuschauer: 35.510 Schiedsrichter: Jared Maxwell, Gavin Morris |

| 6. April 17:00 | Melbourne Storm | 30 : 14 | New Zealand Warriors | AAMI Park, Melbourne Zuschauer: 18.179 Schiedsrichter: Adam Devcich, Gavin Reynolds |
| 6. April 17:00 | (12:4) Bericht  |         |                      | AAMI Park, Melbourne Zuschauer: 18.179 Schiedsrichter: Adam Devcich, Gavin Reynolds |

| 6. April 19:00 | Penrith Panthers | 10 : 30 | North Queensland Cowboys | Penrith Stadium, Sydney Zuschauer: 8.409 Schiedsrichter: Matt Cecchin, Grant Atkins |
| 6. April 19:00 | (6:16) Bericht   |         |                          | Penrith Stadium, Sydney Zuschauer: 8.409 Schiedsrichter: Matt Cecchin, Grant Atkins |

## Runde 6
| 10. April 19:35 | Brisbane Broncos | 22 : 18 n. V. | Sydney Roosters | Suncorp Stadium, Brisbane Zuschauer: 35.630 Schiedsrichter: Gerard Sutton, Grant Atkins |
| 10. April 19:35 | (10:12) Bericht  |               |                 | Suncorp Stadium, Brisbane Zuschauer: 35.630 Schiedsrichter: Gerard Sutton, Grant Atkins |

| 10. April 19:35 | Cronulla-Sutherland Sharks | 22 : 6 | Newcastle Knights | Endeavour Field, Sydney Zuschauer: 10.054 Schiedsrichter: Ashley Klein, Alan Shortall |
| 10. April 19:35 | (12:2) Bericht             |        |                   | Endeavour Field, Sydney Zuschauer: 10.054 Schiedsrichter: Ashley Klein, Alan Shortall |

| 11. April 15:00 | Parramatta Eels | 16 : 38 | Gold Coast Titans | Parramatta Stadium, Sydney Zuschauer: 11.136 Schiedsrichter: Henry Perenara, Gavin Reynolds |
| 11. April 15:00 | (16:12) Bericht |         |                   | Parramatta Stadium, Sydney Zuschauer: 11.136 Schiedsrichter: Henry Perenara, Gavin Reynolds |

| 11. April 19:30 | Penrith Panthers | 22 : 12 | Manly-Warringah Sea Eagles | Penrith Stadium, Sydney Zuschauer: 11.117 Schiedsrichter: Jared Maxwell, Chris James |
| 11. April 19:30 | (6:8) Bericht    |         |                            | Penrith Stadium, Sydney Zuschauer: 11.117 Schiedsrichter: Jared Maxwell, Chris James |

| 11. April 19:30 | New Zealand Warriors | 32 : 22 | Wests Tigers | Mount Smart Stadium, Auckland Zuschauer: 13.781 Schiedsrichter: Gavin Badger, Bernard Sutton |
| 11. April 19:30 | (20:12) Bericht      |         |              | Mount Smart Stadium, Auckland Zuschauer: 13.781 Schiedsrichter: Gavin Badger, Bernard Sutton |

| 12. April 14:00 | Canberra Raiders | 10 : 14 | Melbourne Storm | Canberra Stadium, Canberra Zuschauer: 10.536 Schiedsrichter: Matt Cecchin, Gavin Morris |
| 12. April 14:00 | (10:2) Bericht   |         |                 | Canberra Stadium, Canberra Zuschauer: 10.536 Schiedsrichter: Matt Cecchin, Gavin Morris |

| 12. April 16:00 | St. George Illawarra Dragons | 31 : 6 | Canterbury-Bankstown Bulldogs | ANZ Stadium, Sydney Zuschauer: 20.273 Schiedsrichter: Ben Cummins, Matt Noyen |
| 12. April 16:00 | (18:0) Bericht               |        |                               | ANZ Stadium, Sydney Zuschauer: 20.273 Schiedsrichter: Ben Cummins, Matt Noyen |

| 13. April 19:00 | South Sydney Rabbitohs | 12 : 30 | North Queensland Cowboys | ANZ Stadium, Sydney Zuschauer: 13.866 Schiedsrichter: Adam Devcich, Alan Shortall |
| 13. April 19:00 | (12:4) Bericht         |         |                          | ANZ Stadium, Sydney Zuschauer: 13.866 Schiedsrichter: Adam Devcich, Alan Shortall |

## Runde 7
| 17. April 19:35 | Canterbury-Bankstown Bulldogs | 28 : 16 | Manly-Warringah Sea Eagles | Allianz Stadium, Sydney Zuschauer: 13.568 Schiedsrichter: Gavin Badger, Chris Sutton |
| 17. April 19:35 | (10:8) Bericht                |         |                            | Allianz Stadium, Sydney Zuschauer: 13.568 Schiedsrichter: Gavin Badger, Chris Sutton |

| 17. April 19:35 | St. George Illawarra Dragons | 12 : 10 | Brisbane Broncos | Jubilee Oval, Sydney Zuschauer: 13.029 Schiedsrichter: Matt Cecchin, Colin Morris |
| 17. April 19:35 | (6:4) Bericht                |         |                  | Jubilee Oval, Sydney Zuschauer: 13.029 Schiedsrichter: Matt Cecchin, Colin Morris |

| 18. April 15:00 | Gold Coast Titans | 32 : 6 | Penrith Panthers | Cbus Super Stadium, Gold Coast Zuschauer: 9.244 Schiedsrichter: Jared Maxwell, Chris James |
| 18. April 15:00 | (10:6) Bericht    |        |                  | Cbus Super Stadium, Gold Coast Zuschauer: 9.244 Schiedsrichter: Jared Maxwell, Chris James |

| 18. April 17:30 | North Queensland Cowboys | 28 : 24 | New Zealand Warriors | 1300SMILES Stadium, Townsville Zuschauer: 16.038 Schiedsrichter: Gerard Sutton, Grant Atkins |
| 18. April 17:30 | (10:16) Bericht          |         |                      | 1300SMILES Stadium, Townsville Zuschauer: 16.038 Schiedsrichter: Gerard Sutton, Grant Atkins |

| 18. April 19:30 | Melbourne Storm | 17 : 16 | Sydney Roosters | AAMI Park, Melbourne Zuschauer: 12.860 Schiedsrichter: Ashley Klein, Alan Shortall |
| 18. April 19:30 | (10:10) Bericht |         |                 | AAMI Park, Melbourne Zuschauer: 12.860 Schiedsrichter: Ashley Klein, Alan Shortall |

| 19. April 14:00 | Wests Tigers    | 22 : 30 | Canberra Raiders | Leichhardt Oval, Sydney Zuschauer: 13.198 Schiedsrichter: Henry Perenara, Gavin Reynolds |
| 19. April 14:00 | (22:12) Bericht |         |                  | Leichhardt Oval, Sydney Zuschauer: 13.198 Schiedsrichter: Henry Perenara, Gavin Reynolds |

| 19. April 16:00 | Newcastle Knights | 22 : 28 | Parramatta Eels | Hunter Stadium, Newcastle Zuschauer: 16.953 Schiedsrichter: Adam Devcich, David Munro |
| 19. April 16:00 | (12:10) Bericht   |         |                 | Hunter Stadium, Newcastle Zuschauer: 16.953 Schiedsrichter: Adam Devcich, David Munro |

| 20. April 19:00 | Cronulla-Sutherland Sharks | 18 : 10 | South Sydney Rabbitohs | Endeavour Field, Sydney Zuschauer: 3.978 Schiedsrichter: Ben Cummins, Matt Noyen |
| 20. April 19:00 | (10:4) Bericht             |         |                        | Endeavour Field, Sydney Zuschauer: 3.978 Schiedsrichter: Ben Cummins, Matt Noyen |

## Runde 8
| 24. April 19:45 | Canterbury-Bankstown Bulldogs | 14 : 38 | Wests Tigers | ANZ Stadium, Sydney Zuschauer: 18.521 Schiedsrichter: Jared Maxwell, Gavin Badger |
| 24. April 19:45 | (6:18) Bericht                |         |              | ANZ Stadium, Sydney Zuschauer: 18.521 Schiedsrichter: Jared Maxwell, Gavin Badger |

| 25. April 14:00 | Newcastle Knights | 24 : 26 | North Queensland Cowboys | Hunter Stadium, Newcastle Zuschauer: 15.518 Schiedsrichter: Ashley Klein, Chris Sutton |
| 25. April 14:00 | (6:16) Bericht    |         |                          | Hunter Stadium, Newcastle Zuschauer: 15.518 Schiedsrichter: Ashley Klein, Chris Sutton |

| 25. April 14:00 | New Zealand Warriors | 28 : 32 | Gold Coast Titans | Mount Smart Stadium, Auckland Zuschauer: 15.518 Schiedsrichter: Gavin Morris, David Munro |
| 25. April 14:00 | (18:12) Bericht      |         |                   | Mount Smart Stadium, Auckland Zuschauer: 15.518 Schiedsrichter: Gavin Morris, David Munro |

| 25. April 16:00 | Sydney Roosters | 12 : 14 | St. George Illawarra Dragons | Allianz Stadium, Sydney Zuschauer: 35.110 Schiedsrichter: Gerard Sutton, Gavin Reynolds |
| 25. April 16:00 | (6:10) Bericht  |         |                              | Allianz Stadium, Sydney Zuschauer: 35.110 Schiedsrichter: Gerard Sutton, Gavin Reynolds |

| 25. April 18:00 | Melbourne Storm | 10 : 12 | Manly-Warringah Sea Eagles | AAMI Park, Melbourne Zuschauer: 13.948 Schiedsrichter: Matt Cecchin, Henry Perenara |
| 25. April 18:00 | (10:2) Bericht  |         |                            | AAMI Park, Melbourne Zuschauer: 13.948 Schiedsrichter: Matt Cecchin, Henry Perenara |

| 25. April 20:00 | Brisbane Broncos | 28 : 16 | Parramatta Eels | Suncorp Stadium, Brisbane Zuschauer: 34.398 Schiedsrichter: Ben Cummins, Chris James |
| 25. April 20:00 | (8:4) Bericht    |         |                 | Suncorp Stadium, Brisbane Zuschauer: 34.398 Schiedsrichter: Ben Cummins, Chris James |

| 26. April 14:00 | Penrith Panthers | 26 : 18 | Cronulla-Sutherland Sharks | Penrith Stadium, Sydney Zuschauer: 12.798 Schiedsrichter: Grant Atkins, Gavin Badger |
| 26. April 14:00 | (12:18) Bericht  |         |                            | Penrith Stadium, Sydney Zuschauer: 12.798 Schiedsrichter: Grant Atkins, Gavin Badger |

| 26. April 16:00 | South Sydney Rabbitohs | 22 : 30 | Canberra Raiders | Barlow Park, Cairns Zuschauer: 8.713 Schiedsrichter: Adam Devcich, Alan Shortall |
| 26. April 16:00 | (16:4) Bericht         |         |                  | Barlow Park, Cairns Zuschauer: 8.713 Schiedsrichter: Adam Devcich, Alan Shortall |

## Runde 9
| 8. Mai 19:35 | Brisbane Broncos | 8 : 5 | Penrith Panthers | Suncorp Stadium, Brisbane Zuschauer: 24.566 Schiedsrichter: Matt Cecchin, Gavin Reynolds |
| 8. Mai 19:35 | (4:2) Bericht    |       |                  | Suncorp Stadium, Brisbane Zuschauer: 24.566 Schiedsrichter: Matt Cecchin, Gavin Reynolds |

| 8. Mai 19:35 | Sydney Roosters | 36 : 4 | Wests Tigers | Allianz Stadium, Sydney Zuschauer: 14.366 Schiedsrichter: Jared Maxwell, Chris James |
| 8. Mai 19:35 | (22:0) Bericht  |        |              | Allianz Stadium, Sydney Zuschauer: 14.366 Schiedsrichter: Jared Maxwell, Chris James |

| 9. Mai 15:00 | Canberra Raiders | 56 : 16 | Gold Coast Titans | Canberra Stadium, Canberra Zuschauer: 8.116 Schiedsrichter: Grant Atkins, Gavin Badger |
| 9. Mai 15:00 | (24:10) Bericht  |         |                   | Canberra Stadium, Canberra Zuschauer: 8.116 Schiedsrichter: Grant Atkins, Gavin Badger |

| 9. Mai 17:30 | Cronulla-Sutherland Sharks | 16 : 20 | New Zealand Warriors | Endeavour Field, Sydney Zuschauer: 13.988 Schiedsrichter: Gavin Morris, David Munro |
| 9. Mai 17:30 | (8:8) Bericht              |         |                      | Endeavour Field, Sydney Zuschauer: 13.988 Schiedsrichter: Gavin Morris, David Munro |

| 9. Mai 19:30 | North Queensland Cowboys | 23 : 16 | Canterbury-Bankstown Bulldogs | 1300SMILES Stadium, Townsville Zuschauer: 15.794 Schiedsrichter: Ben Cummins, Henry Perenara |
| 9. Mai 19:30 | (12:0) Bericht           |         |                               | 1300SMILES Stadium, Townsville Zuschauer: 15.794 Schiedsrichter: Ben Cummins, Henry Perenara |

| 10. Mai 14:00 | Manly-Warringah Sea Eagles | 30 : 10 | Newcastle Knights | Brookvale Oval, Sydney Zuschauer: 10.065 Schiedsrichter: Adam Devcich, Gavin Reynolds |
| 10. Mai 14:00 | (18:0) Bericht             |         |                   | Brookvale Oval, Sydney Zuschauer: 10.065 Schiedsrichter: Adam Devcich, Gavin Reynolds |

| 10. Mai 16:00 | Parramatta Eels | 10 : 28 | Melbourne Storm | Parramatta Stadium, Sydney Zuschauer: 10.505 Schiedsrichter: Gerard Sutton, Alan Shortall |
| 10. Mai 16:00 | (10:10) Bericht |         |                 | Parramatta Stadium, Sydney Zuschauer: 10.505 Schiedsrichter: Gerard Sutton, Alan Shortall |

| 11. Mai 19:00 | South Sydney Rabbitohs | 16 : 10 | St. George Dragons | ANZ Stadium, Sydney Zuschauer: 14.126 Schiedsrichter: Matt Cecchin, Ashley Klein |
| 11. Mai 19:00 | (6:10) Bericht         |         |                    | ANZ Stadium, Sydney Zuschauer: 14.126 Schiedsrichter: Matt Cecchin, Ashley Klein |

## Runde 10
| 15. Mai 19:35 | Canterbury-Bankstown Bulldogs | 10 : 24 | Sydney Roosters | ANZ Stadium, Sydney Zuschauer: 17.093 Schiedsrichter: Gerard Sutton, Alan Shortall |
| 15. Mai 19:35 | (4:10) Bericht                |         |                 | ANZ Stadium, Sydney Zuschauer: 17.093 Schiedsrichter: Gerard Sutton, Alan Shortall |

| 15. Mai 19:35 | North Queensland Cowboys | 31 : 20 | Brisbane Broncos | 1300SMILES Stadium, Townsville Zuschauer: 24.531 Schiedsrichter: Jared Maxwell, Chris James |
| 15. Mai 19:35 | (14:12) Bericht          |         |                  | 1300SMILES Stadium, Townsville Zuschauer: 24.531 Schiedsrichter: Jared Maxwell, Chris James |

| 16. Mai 15:00 | Parramatta Eels | 13 : 17 n. V. | New Zealand Warriors | Parramatta Stadium, Sydney Zuschauer: 11.152 Schiedsrichter: Grant Atkins, Gavin Reynolds |
| 16. Mai 15:00 | (0:12) Bericht  |               |                      | Parramatta Stadium, Sydney Zuschauer: 11.152 Schiedsrichter: Grant Atkins, Gavin Reynolds |

| 16. Mai 17:30 | Gold Coast Titans | 22 : 23 n. V. | Cronulla-Sutherland Sharks | Cbus Super Stadium, Gold Coast Zuschauer: 10.466 Schiedsrichter: Adam Devcich, David Munro |
| 16. Mai 17:30 | (14:4) Bericht    |               |                            | Cbus Super Stadium, Gold Coast Zuschauer: 10.466 Schiedsrichter: Adam Devcich, David Munro |

| 16. Mai 19:30 | Melbourne Storm | 16 : 12 | South Sydney Rabbitohs | AAMI Park, Melbourne Zuschauer: 18.067 Schiedsrichter: Matt Cecchin, Henry Perenara |
| 16. Mai 19:30 | (16:2) Bericht  |         |                        | AAMI Park, Melbourne Zuschauer: 18.067 Schiedsrichter: Matt Cecchin, Henry Perenara |

| 17. Mai 14:00 | St. George Illawarra Dragons | 32 : 18 | Canberra Raiders | Wollongong Showground, Wollongong Zuschauer: 13.102 Schiedsrichter: Ben Cummins, Chris Butler |
| 17. Mai 14:00 | (20:12) Bericht              |         |                  | Wollongong Showground, Wollongong Zuschauer: 13.102 Schiedsrichter: Ben Cummins, Chris Butler |

| 17. Mai 16:00 | Newcastle Knights | 22 : 12 | Wests Tigers | Hunter Stadium, Newcastle Zuschauer: 15.573 Schiedsrichter: Gavin Badger, Ashley Klein |
| 17. Mai 16:00 | (12:6) Bericht    |         |              | Hunter Stadium, Newcastle Zuschauer: 15.573 Schiedsrichter: Gavin Badger, Ashley Klein |

| 18. Mai 19:00 | Manly-Warringah Sea Eagles | 10 : 11 | Penrith Panthers | Brookvale Oval, Sydney Zuschauer: 8.025 Schiedsrichter: Gavin Morris, Alan Shortall |
| 18. Mai 19:00 | (10:4) Bericht             |         |                  | Brookvale Oval, Sydney Zuschauer: 8.025 Schiedsrichter: Gavin Morris, Alan Shortall |

## Runde 11
| 22. Mai 19:45 | South Sydney Rabbitohs | 14 : 12 | Parramatta Eels | ANZ Stadium, Sydney Zuschauer: 11.658 Schiedsrichter: Jared Maxwell, Chris James |
| 22. Mai 19:45 | (4:8) Bericht          |         |                 | ANZ Stadium, Sydney Zuschauer: 11.658 Schiedsrichter: Jared Maxwell, Chris James |

| 23. Mai 19:30 | Wests Tigers  | 0 : 8 | North Queensland Cowboys | Campbelltown Stadium, Sydney Zuschauer: 8.267 Schiedsrichter: Matt Cecchin, Gavin Morris |
| 23. Mai 19:30 | (0:2) Bericht |       |                          | Campbelltown Stadium, Sydney Zuschauer: 8.267 Schiedsrichter: Matt Cecchin, Gavin Morris |

| 24. Mai 16:00 | Canberra Raiders | 34 : 41 | Canterbury-Bankstown Bulldogs | Canberra Stadium, Canberra Zuschauer: 12.221 Schiedsrichter: Ashley Klein, Henry Perenara |
| 24. Mai 16:00 | (16:26) Bericht  |         |                               | Canberra Stadium, Canberra Zuschauer: 12.221 Schiedsrichter: Ashley Klein, Henry Perenara |

| 25. Mai 19:00 | Newcastle Knights | 18 : 31 | Brisbane Broncos | Hunter Stadium, Newcastle Zuschauer: 12.673 Schiedsrichter: Gavin Badger, David Munro |
| 25. Mai 19:00 | (18:10) Bericht   |         |                  | Hunter Stadium, Newcastle Zuschauer: 12.673 Schiedsrichter: Gavin Badger, David Munro |

## Runde 12
| 29. Mai 19:45 | Penrith Panthers | 20 : 26 | Parramatta Eels | Penrith Stadium, Sydney Zuschauer: 17.821 Schiedsrichter: Matt Cecchin, Gavin Morris |
| 29. Mai 19:45 | (0:14) Bericht   |         |                 | Penrith Stadium, Sydney Zuschauer: 17.821 Schiedsrichter: Matt Cecchin, Gavin Morris |

| 30. Mai 15:00 | Gold Coast Titans | 16 : 22 | South Sydney Rabbitohs | Cbus Super Stadium, Gold Coast Zuschauer: 15.583 Schiedsrichter: Grant Atkins, Gavin Reynolds |
| 30. Mai 15:00 | (10:6) Bericht    |         |                        | Cbus Super Stadium, Gold Coast Zuschauer: 15.583 Schiedsrichter: Grant Atkins, Gavin Reynolds |

| 30. Mai 17:30 | Canberra Raiders | 12 : 24 | Brisbane Broncos | Canberra Stadium, Canberra Zuschauer: 10.090 Schiedsrichter: Gavin Badger, Chris Sutton |
| 30. Mai 17:30 | (12:16) Bericht  |         |                  | Canberra Stadium, Canberra Zuschauer: 10.090 Schiedsrichter: Gavin Badger, Chris Sutton |

| 30. Mai 19:30 | North Queensland Cowboys | 18 : 14 | Manly-Warringah Sea Eagles | 1300SMILES Stadium, Townsville Zuschauer: 14.196 Schiedsrichter: Ashley Klein, Henry Perenara |
| 30. Mai 19:30 | (6:8) Bericht            |         |                            | 1300SMILES Stadium, Townsville Zuschauer: 14.196 Schiedsrichter: Ashley Klein, Henry Perenara |

| 31. Mai 16:00 | St. George Illawarra Dragons | 42 : 6 | Cronulla-Sutherland Sharks | Jubilee Oval, Sydney Zuschauer: 18.011 Schiedsrichter: Adam Devcich, Alan Shortall |
| 31. Mai 16:00 | (14:6) Bericht               |        |                            | Jubilee Oval, Sydney Zuschauer: 18.011 Schiedsrichter: Adam Devcich, Alan Shortall |

| 31. Mai 16:00 | New Zealand Warriors | 24 : 20 | Newcastle Knights | Mount Smart Stadium, Auckland Zuschauer: 13.203 Schiedsrichter: Ben Cummins, David Munro |
| 31. Mai 16:00 | (14:8) Bericht       |         |                   | Mount Smart Stadium, Auckland Zuschauer: 13.203 Schiedsrichter: Ben Cummins, David Munro |

| 1. Juni 19:00 | Sydney Roosters | 24 : 2 | Melbourne Storm | Allianz Stadium, Sydney Zuschauer: 8.265 Schiedsrichter: Jared Maxwell, Chris James |
| 1. Juni 19:00 | (12:2) Bericht  |        |                 | Allianz Stadium, Sydney Zuschauer: 8.265 Schiedsrichter: Jared Maxwell, Chris James |

## Runde 13
| 5. Juni 19:35 | Brisbane Broncos | 44 : 10 | Manly-Warringah Sea Eagles | Suncorp Stadium, Brisbane Zuschauer: 28.691 Schiedsrichter: Matt Cecchin, Gavin Morris |
| 5. Juni 19:35 | (20:6) Bericht   |         |                            | Suncorp Stadium, Brisbane Zuschauer: 28.691 Schiedsrichter: Matt Cecchin, Gavin Morris |

| 5. Juni 19:35 | Wests Tigers   | 20 : 27 | Gold Coast Titans | Leichhardt Oval, Sydney Zuschauer: 7.103 Schiedsrichter: Ashley Klein, Henry Perenara |
| 5. Juni 19:35 | (2:16) Bericht |         |                   | Leichhardt Oval, Sydney Zuschauer: 7.103 Schiedsrichter: Ashley Klein, Henry Perenara |

| 6. Juni 15:00 | Newcastle Knights | 22 : 44 | Canberra Raiders | Hunter Stadium, Newcastle Zuschauer: 13.504 Schiedsrichter: Grant Atkins, Gavin Reynolds |
| 6. Juni 15:00 | (10:24) Bericht   |         |                  | Hunter Stadium, Newcastle Zuschauer: 13.504 Schiedsrichter: Grant Atkins, Gavin Reynolds |

| 6. Juni 15:30 | South Sydney Rabbitohs | 36 : 4 | New Zealand Warriors | Perth Oval, Perth Zuschauer: 20.727 Schiedsrichter: Jared Maxwell, Chris Butler |
| 6. Juni 15:30 | (22:4) Bericht         |        |                      | Perth Oval, Perth Zuschauer: 20.727 Schiedsrichter: Jared Maxwell, Chris Butler |

| 6. Juni 19:30 | Penrith Panthers | 0 : 20 | Melbourne Storm | Penrith Stadium, Sydney Zuschauer: 11.849 Schiedsrichter: Adam Devcich, Alan Shortall |
| 6. Juni 19:30 | (0:18) Bericht   |        |                 | Penrith Stadium, Sydney Zuschauer: 11.849 Schiedsrichter: Adam Devcich, Alan Shortall |

| 7. Juni 16:00 | Cronulla-Sutherland Sharks | 10 : 4 | Sydney Roosters | Endeavour Field, Sydney Zuschauer: 14.235 Schiedsrichter: Ben Cummins, Matt Noyen |
| 7. Juni 16:00 | (0:4) Bericht              |        |                 | Endeavour Field, Sydney Zuschauer: 14.235 Schiedsrichter: Ben Cummins, Matt Noyen |

| 8. Juni 16:00 | Canterbury-Bankstown Bulldogs | 29 : 16 | St. George Illawarra Dragons | ANZ Stadium, Sydney Zuschauer: 27.291 Schiedsrichter: Gerard Sutton, Chris James |
| 8. Juni 16:00 | (10:6) Bericht                |         |                              | ANZ Stadium, Sydney Zuschauer: 27.291 Schiedsrichter: Gerard Sutton, Chris James |

| 8. Juni 19:00 | Parramatta Eels | 30 : 36 | North Queensland Cowboys | Parramatta Stadium, Sydney Zuschauer: 9.812 Schiedsrichter: Gavin Badger, Chris Sutton |
| 8. Juni 19:00 | (24:6) Bericht  |         |                          | Parramatta Stadium, Sydney Zuschauer: 9.812 Schiedsrichter: Gavin Badger, Chris Sutton |

## Runde 14
| 12. Juni 19:45 | Wests Tigers   | 34 : 6 | South Sydney Rabbitohs | ANZ Stadium, Sydney Zuschauer: 15.118 Schiedsrichter: Matt Cecchin, Grant Atkins |
| 12. Juni 19:45 | (12:6) Bericht |        |                        | ANZ Stadium, Sydney Zuschauer: 15.118 Schiedsrichter: Matt Cecchin, Grant Atkins |

| 13. Juni 20:00 | New Zealand Warriors | 21 : 25 | Sydney Roosters | Mount Smart Stadium, Auckland Zuschauer: 14.167 Schiedsrichter: Gavin Badger, Gavin Reynolds |
| 13. Juni 20:00 | (14:6) Bericht       |         |                 | Mount Smart Stadium, Auckland Zuschauer: 14.167 Schiedsrichter: Gavin Badger, Gavin Reynolds |

| 14. Juni 16:00 | Gold Coast Titans | 28 : 14 | Canterbury-Bankstown Bulldogs | Cbus Super Stadium, Gold Coast Zuschauer: 10.645 Schiedsrichter: Jared Maxwell, Chris James |
| 14. Juni 16:00 | (10:10) Bericht   |         |                               | Cbus Super Stadium, Gold Coast Zuschauer: 10.645 Schiedsrichter: Jared Maxwell, Chris James |

| 15. Juni 19:00 | Melbourne Storm | 22 : 26 | Parramatta Eels | AAMI Park, Melbourne Zuschauer: 10.128 Schiedsrichter: Ashley Klein, Matt Noyen |
| 15. Juni 19:00 | (12:10) Bericht |         |                 | AAMI Park, Melbourne Zuschauer: 10.128 Schiedsrichter: Ashley Klein, Matt Noyen |

## Runde 15
| 19. Juni 19:45 | Manly-Warringah Sea Eagles | 30 : 20 | Wests Tigers | Brookvale Oval, Sydney Zuschauer: 8.093 Schiedsrichter: Jared Maxwell, Chris James |
| 19. Juni 19:45 | (18:10) Bericht            |         |              | Brookvale Oval, Sydney Zuschauer: 8.093 Schiedsrichter: Jared Maxwell, Chris James |

| 20. Juni 15:00 | Canberra Raiders | 20 : 21 | North Queensland Cowboys | Canberra Stadium, Canberra Zuschauer: 10.170 Schiedsrichter: Ashley Klein, Chris Sutton |
| 20. Juni 15:00 | (6:8) Bericht    |         |                          | Canberra Stadium, Canberra Zuschauer: 10.170 Schiedsrichter: Ashley Klein, Chris Sutton |

| 20. Juni 17:30 | Gold Coast Titans | 14 : 36 | New Zealand Warriors | Cbus Super Stadium, Gold Coast Zuschauer: 14.132 Schiedsrichter: Matt Cecchin, Gavin Reynolds |
| 20. Juni 17:30 | (10:6) Bericht    |         |                      | Cbus Super Stadium, Gold Coast Zuschauer: 14.132 Schiedsrichter: Matt Cecchin, Gavin Reynolds |

| 20. Juni 19:30 | Canterbury-Bankstown Bulldogs | 24 : 12 | Penrith Panthers | ANZ Stadium, Sydney Zuschauer: 12.476 Schiedsrichter: Grant Atkins, Adam Devcich |
| 20. Juni 19:30 | (12:6) Bericht                |         |                  | ANZ Stadium, Sydney Zuschauer: 12.476 Schiedsrichter: Grant Atkins, Adam Devcich |

| 21. Juni 14:00 | Newcastle Knights | 28 : 30 | Cronulla-Sutherland Sharks | Hunter Stadium, Newcastle Zuschauer: 14.081 Schiedsrichter: Gavin Badger, Alan Shortall |
| 21. Juni 14:00 | (16:12) Bericht   |         |                            | Hunter Stadium, Newcastle Zuschauer: 14.081 Schiedsrichter: Gavin Badger, Alan Shortall |

| 21. Juni 16:00 | Melbourne Storm | 12 : 14 | Brisbane Broncos | AAMI Park, Melbourne Zuschauer: 14.278 Schiedsrichter: Gerard Sutton, Henry Perenara |
| 21. Juni 16:00 | (12:8) Bericht  |         |                  | AAMI Park, Melbourne Zuschauer: 14.278 Schiedsrichter: Gerard Sutton, Henry Perenara |

| 22. Juni 19:00 | Sydney Roosters | 19 : 14 | St. George Illawarra Dragons | Allianz Stadium, Sydney Zuschauer: 10.185 Schiedsrichter: Ben Cummins, Gavin Morris |
| 22. Juni 19:00 | (14:8) Bericht  |         |                              | Allianz Stadium, Sydney Zuschauer: 10.185 Schiedsrichter: Ben Cummins, Gavin Morris |

## Runde 16
| 26. Juni 19:35 | Brisbane Broncos | 44 : 22 | Newcastle Knights | Suncorp Stadium, Brisbane Zuschauer: 27.246 Schiedsrichter: Jared Maxwell, Matt Noyen |
| 26. Juni 19:35 | (20:10) Bericht  |         |                   | Suncorp Stadium, Brisbane Zuschauer: 27.246 Schiedsrichter: Jared Maxwell, Matt Noyen |

| 26. Juni 19:35 | South Sydney Rabbitohs | 20 : 8 | Manly-Warringah Sea Eagles | ANZ Stadium, Sydney Zuschauer: 14.236 Schiedsrichter: Matt Cecchin, Henry Perenara |
| 26. Juni 19:35 | (6:4) Bericht          |        |                            | ANZ Stadium, Sydney Zuschauer: 14.236 Schiedsrichter: Matt Cecchin, Henry Perenara |

| 27. Juni 17:00 | New Zealand Warriors | 30 : 8 | Canberra Raiders | Mount Smart Stadium, Auckland Zuschauer: 13.110 Schiedsrichter: Gerard Sutton, Chris Butler |
| 27. Juni 17:00 | (14:8) Bericht       |        |                  | Mount Smart Stadium, Auckland Zuschauer: 13.110 Schiedsrichter: Gerard Sutton, Chris Butler |

| 27. Juni 17:30 | North Queensland Cowboys | 18 : 24 | Cronulla-Sutherland Sharks | 1300SMILES Stadium, Townsville Zuschauer: 18.826 Schiedsrichter: Grant Atkins, Gavin Reynolds |
| 27. Juni 17:30 | (18:0) Bericht           |         |                            | 1300SMILES Stadium, Townsville Zuschauer: 18.826 Schiedsrichter: Grant Atkins, Gavin Reynolds |

| 27. Juni 19:30 | Parramatta Eels | 16 : 12 | St. George Illawarra Dragons | Parramatta Stadium, Sydney Zuschauer: 15.046 Schiedsrichter: Ashley Klein, Chris Sutton |
| 27. Juni 19:30 | (6:8) Bericht   |         |                              | Parramatta Stadium, Sydney Zuschauer: 15.046 Schiedsrichter: Ashley Klein, Chris Sutton |

| 28. Juni 14:00 | Sydney Roosters | 20 : 10 | Gold Coast Titans | Allianz Stadium, Sydney Zuschauer: 12.569 Schiedsrichter: Gavin Morris, Adam Devcich |
| 28. Juni 14:00 | (18:4) Bericht  |         |                   | Allianz Stadium, Sydney Zuschauer: 12.569 Schiedsrichter: Gavin Morris, Adam Devcich |

| 28. Juni 16:00 | Wests Tigers    | 12 : 35 | Penrith Panthers | Leichhardt Oval, Sydney Zuschauer: 14.234 Schiedsrichter: Gavin Badger, Alan Shortall |
| 28. Juni 16:00 | (12:10) Bericht |         |                  | Leichhardt Oval, Sydney Zuschauer: 14.234 Schiedsrichter: Gavin Badger, Alan Shortall |

| 29. Juni 19:00 | Canterbury-Bankstown Bulldogs | 20 : 4 | Melbourne Storm | Belmore Sportsground, Sydney Zuschauer: 16.764 Schiedsrichter: Ben Cummins, Chris James |
| 29. Juni 19:00 | (16:0) Bericht                |        |                 | Belmore Sportsground, Sydney Zuschauer: 16.764 Schiedsrichter: Ben Cummins, Chris James |

## Runde 17
| 3. Juli 19:45 | Penrith Panthers | 20 : 6 | South Sydney Rabbitohs | Penrith Stadium, Sydney Zuschauer: 14.068 Schiedsrichter: Jared Maxwell, Gavin Morris |
| 3. Juli 19:45 | (8:0) Bericht    |        |                        | Penrith Stadium, Sydney Zuschauer: 14.068 Schiedsrichter: Jared Maxwell, Gavin Morris |

| 4. Juli 19:30 | St. George Illawarra Dragons | 12 : 18 | North Queensland Cowboys | Wollongong Showground, Wollongong Zuschauer: 11.813 Schiedsrichter: Matt Cecchin, Gavin Reynolds |
| 4. Juli 19:30 | (6:12) Bericht               |         |                          | Wollongong Showground, Wollongong Zuschauer: 11.813 Schiedsrichter: Matt Cecchin, Gavin Reynolds |

| 5. Juli 16:00 | Manly-Warringah Sea Eagles | 28 : 16 | Cronulla-Sutherland Sharks | Brookvale Oval, Sydney Zuschauer: 14.881 Schiedsrichter: Ashley Klein, Chris James |
| 5. Juli 16:00 | (10:4) Bericht             |         |                            | Brookvale Oval, Sydney Zuschauer: 14.881 Schiedsrichter: Ashley Klein, Chris James |

| 6. Juli 19:00 | Wests Tigers    | 16 : 28 | Parramatta Eels | ANZ Stadium, Sydney Zuschauer: 15.347 Schiedsrichter: Gavin Badger, Alan Shortall |
| 6. Juli 19:00 | (16:12) Bericht |         |                 | ANZ Stadium, Sydney Zuschauer: 15.347 Schiedsrichter: Gavin Badger, Alan Shortall |

## Runde 18
| 10. Juli 19:45 | Canberra Raiders | 36 : 22 | Newcastle Knights | Canberra Stadium, Canberra Zuschauer: 6.015 Schiedsrichter: Matt Cecchin, Grant Atkins |
| 10. Juli 19:45 | (24:4) Bericht   |         |                   | Canberra Stadium, Canberra Zuschauer: 6.015 Schiedsrichter: Matt Cecchin, Grant Atkins |

| 11. Juli 17:30 | Penrith Panthers | 4 : 24 | Sydney Roosters | Penrith Stadium, Sydney Zuschauer: 13.654 Schiedsrichter: Ashley Klein, David Munro |
| 11. Juli 17:30 | (0:6) Bericht    |        |                 | Penrith Stadium, Sydney Zuschauer: 13.654 Schiedsrichter: Ashley Klein, David Munro |

| 11. Juli 19:30 | Canterbury-Bankstown Bulldogs | 8 : 16 | Brisbane Broncos | ANZ Stadium, Sydney Zuschauer: 16.253 Schiedsrichter: Jared Maxwell, Gavin Morris |
| 11. Juli 19:30 | (4:10) Bericht                |        |                  | ANZ Stadium, Sydney Zuschauer: 16.253 Schiedsrichter: Jared Maxwell, Gavin Morris |

| 12. Juli 16:00 | Cronulla-Sutherland Sharks | 28 : 8 | St. George Illawarra Dragons | Endeavour Field, Sydney Zuschauer: 12.792 Schiedsrichter: Gavin Badger, Alan Shortall |
| 12. Juli 16:00 | (16:4) Bericht             |        |                              | Endeavour Field, Sydney Zuschauer: 12.792 Schiedsrichter: Gavin Badger, Alan Shortall |

| 12. Juli 16:00 | New Zealand Warriors | 28 : 14 | Melbourne Storm | Mount Smart Stadium, Auckland Zuschauer: 17.278 Schiedsrichter: Gerard Sutton, Chris James |
| 12. Juli 16:00 | (16:0) Bericht       |         |                 | Mount Smart Stadium, Auckland Zuschauer: 17.278 Schiedsrichter: Gerard Sutton, Chris James |

| 13. Juli 19:00 | Gold Coast Titans | 6 : 38 | Manly-Warringah Sea Eagles | Cbus Super Stadium, Gold Coast Zuschauer: 9.632 Schiedsrichter: Henry Perenara, Gavin Reynolds |
| 13. Juli 19:00 | (0:20) Bericht    |        |                            | Cbus Super Stadium, Gold Coast Zuschauer: 9.632 Schiedsrichter: Henry Perenara, Gavin Reynolds |

## Runde 19
| 17. Juli 19:35 | Melbourne Storm | 52 : 10 | Penrith Panthers | AAMI Park, Melbourne Zuschauer: 11.956 Schiedsrichter: Jared Maxwell, Gavin Morris |
| 17. Juli 19:35 | (26:0) Bericht  |         |                  | AAMI Park, Melbourne Zuschauer: 11.956 Schiedsrichter: Jared Maxwell, Gavin Morris |

| 17. Juli 19:35 | Canterbury-Bankstown Bulldogs | 28 : 4 | Parramatta Eels | ANZ Stadium, Sydney Zuschauer: 17.082 Schiedsrichter: Ben Cummins, Chris James |
| 17. Juli 19:35 | (6:4) Bericht                 |        |                 | ANZ Stadium, Sydney Zuschauer: 17.082 Schiedsrichter: Ben Cummins, Chris James |

| 18. Juli 15:00 | Canberra Raiders | 20 : 21 n. V. | Cronulla-Sutherland Sharks | Canberra Stadium, Canberra Zuschauer: 9.853 Schiedsrichter: Ashley Klein, Chris Butler |
| 18. Juli 15:00 | (4:12) Bericht   |               |                            | Canberra Stadium, Canberra Zuschauer: 9.853 Schiedsrichter: Ashley Klein, Chris Butler |

| 18. Juli 17:30 | Newcastle Knights | 30 : 2 | Gold Coast Titans | Hunter Stadium, Newcastle Zuschauer: 10.546 Schiedsrichter: Gavin Badger, David Munro |
| 18. Juli 17:30 | (20:2) Bericht    |        |                   | Hunter Stadium, Newcastle Zuschauer: 10.546 Schiedsrichter: Gavin Badger, David Munro |

| 18. Juli 19:30 | St. George Illawarra Dragons | 8 : 24 | South Sydney Rabbitohs | Sydney Cricket Ground, Sydney Zuschauer: 18.217 Schiedsrichter: Adam Devcich, Chris Sutton |
| 18. Juli 19:30 | (4:8) Bericht                |        |                        | Sydney Cricket Ground, Sydney Zuschauer: 18.217 Schiedsrichter: Adam Devcich, Chris Sutton |

| 19. Juli 14:00 | Sydney Roosters | 24 : 0 | New Zealand Warriors | Allianz Stadium, Sydney Zuschauer: 16.031 Schiedsrichter: Matt Cecchin, Grant Atkins |
| 19. Juli 14:00 | (18:0) Bericht  |        |                      | Allianz Stadium, Sydney Zuschauer: 16.031 Schiedsrichter: Matt Cecchin, Grant Atkins |

| 19. Juli 16:00 | Brisbane Broncos | 42 : 16 | Wests Tigers | Suncorp Stadium, Brisbane Zuschauer: 37.260 Schiedsrichter: Henry Perenara, Gavin Reynolds |
| 19. Juli 16:00 | (26:0) Bericht   |         |              | Suncorp Stadium, Brisbane Zuschauer: 37.260 Schiedsrichter: Henry Perenara, Gavin Reynolds |

| 20. Juli 19:00 | Manly-Warringah Sea Eagles | 12 : 30 | North Queensland Cowboys | Brookvale Oval, Sydney Zuschauer: 7.643 Schiedsrichter: Gerard Sutton, Alan Shortall |
| 20. Juli 19:00 | (6:20) Bericht             |         |                          | Brookvale Oval, Sydney Zuschauer: 7.643 Schiedsrichter: Gerard Sutton, Alan Shortall |

## Runde 20
| 24. Juli 19:35 | Brisbane Broncos | 34 : 0 | Gold Coast Titans | Suncorp Stadium, Brisbane Zuschauer: 27.664 Schiedsrichter: Adam Devcich, Chris Sutton |
| 24. Juli 19:35 | (18:0) Bericht   |        |                   | Suncorp Stadium, Brisbane Zuschauer: 27.664 Schiedsrichter: Adam Devcich, Chris Sutton |

| 24. Juli 19:35 | Wests Tigers  | 8 : 33 | Sydney Roosters | ANZ Stadium, Sydney Zuschauer: 10.186 Schiedsrichter: Jared Maxwell, Gavin Morris |
| 24. Juli 19:35 | (4:8) Bericht |        |                 | ANZ Stadium, Sydney Zuschauer: 10.186 Schiedsrichter: Jared Maxwell, Gavin Morris |

| 25. Juli 15:00 | New Zealand Warriors | 12 : 32 | Manly-Warringah Sea Eagles | Mount Smart Stadium, Auckland Zuschauer: 15.812 Schiedsrichter: Grant Atkins, Gavin Reynolds |
| 25. Juli 15:00 | (6:6) Bericht        |         |                            | Mount Smart Stadium, Auckland Zuschauer: 15.812 Schiedsrichter: Grant Atkins, Gavin Reynolds |

| 25. Juli 19:30 | Melbourne Storm | 22 : 4 | St. George Illawarra Dragons | AAMI Park, Melbourne Zuschauer: 14.532 Schiedsrichter: Matt Cecchin, Chris Butler |
| 25. Juli 19:30 | (12:0) Bericht  |        |                              | AAMI Park, Melbourne Zuschauer: 14.532 Schiedsrichter: Matt Cecchin, Chris Butler |

| 25. Juli 19:30 | South Sydney Rabbitohs | 52 : 6 | Newcastle Knights | ANZ Stadium, Sydney Zuschauer: 14.603 Schiedsrichter: Henry Perenara, Alan Shortall |
| 25. Juli 19:30 | (36:6) Bericht         |        |                   | ANZ Stadium, Sydney Zuschauer: 14.603 Schiedsrichter: Henry Perenara, Alan Shortall |

| 26. Juli 14:00 | Penrith Panthers | 24 : 34 | Canberra Raiders | Penrith Stadium, Sydney Zuschauer: 8.048 Schiedsrichter: Ben Cummins, Chris James |
| 26. Juli 14:00 | (18:18) Bericht  |         |                  | Penrith Stadium, Sydney Zuschauer: 8.048 Schiedsrichter: Ben Cummins, Chris James |

| 26. Juli 16:00 | Canterbury-Bankstown Bulldogs | 16 : 18 | Cronulla-Sutherland Sharks | Belmore Sportsground, Sydney Zuschauer: 19.005 Schiedsrichter: Gerard Sutton, David Munro |
| 26. Juli 16:00 | (4:6) Bericht                 |         |                            | Belmore Sportsground, Sydney Zuschauer: 19.005 Schiedsrichter: Gerard Sutton, David Munro |

| 27. Juli 19:00 | North Queensland Cowboys | 46 : 4 | Parramatta Eels | 1300SMILES Stadium, Townsville Zuschauer: 13.767 Schiedsrichter: Gavin Badger, Ashley Klein |
| 27. Juli 19:00 | (10:4) Bericht           |        |                 | 1300SMILES Stadium, Townsville Zuschauer: 13.767 Schiedsrichter: Gavin Badger, Ashley Klein |

## Runde 21
| 31. Juli 19:45 | Sydney Roosters | 38 : 28 | Canterbury-Bankstown Bulldogs | Allianz Stadium, Sydney Zuschauer: 13.589 Schiedsrichter: Matt Cecchin, Ashley Klein |
| 31. Juli 19:45 | (22:16) Bericht |         |                               | Allianz Stadium, Sydney Zuschauer: 13.589 Schiedsrichter: Matt Cecchin, Ashley Klein |

| 31. Juli 19:45 | Wests Tigers    | 34 : 16 | Melbourne Storm | Leichhardt Oval, Sydney Zuschauer: 7.419 Schiedsrichter: Adam Devcich, Chris Sutton |
| 31. Juli 19:45 | (18:10) Bericht |         |                 | Leichhardt Oval, Sydney Zuschauer: 7.419 Schiedsrichter: Adam Devcich, Chris Sutton |

| 1. August 17:00 | New Zealand Warriors | 14 : 18 | Cronulla-Sutherland Sharks | Mount Smart Stadium, Auckland Zuschauer: 12.481 Schiedsrichter: Ben Cummins, Gavin Morris |
| 1. August 17:00 | (10:0) Bericht       |         |                            | Mount Smart Stadium, Auckland Zuschauer: 12.481 Schiedsrichter: Ben Cummins, Gavin Morris |

| 1. August 17:30 | North Queensland Cowboys | 32 : 24 | Canberra Raiders | 1300SMILES Stadium, Townsville Zuschauer: 16.207 Schiedsrichter: Gerard Sutton, David Munro |
| 1. August 17:30 | (4:18) Bericht           |         |                  | 1300SMILES Stadium, Townsville Zuschauer: 16.207 Schiedsrichter: Gerard Sutton, David Munro |

| 1. August 19:30 | Manly-Warringah Sea Eagles | 44 : 14 | Brisbane Broncos | Central Coast Stadium, Gosford Zuschauer: 16.280 Schiedsrichter: Gavin Badger, Chris James |
| 1. August 19:30 | (20:0) Bericht             |         |                  | Central Coast Stadium, Gosford Zuschauer: 16.280 Schiedsrichter: Gavin Badger, Chris James |

| 2. August 14:00 | St. George Illawarra Dragons | 46 : 24 | Newcastle Knights | Jubilee Oval, Sydney Zuschauer: 10.236 Schiedsrichter: Grant Atkins, Gavin Reynolds |
| 2. August 14:00 | (14:20) Bericht              |         |                   | Jubilee Oval, Sydney Zuschauer: 10.236 Schiedsrichter: Grant Atkins, Gavin Reynolds |

| 2. August 16:00 | South Sydney Rabbitohs | 20 : 16 | Penrith Panthers | ANZ Stadium, Sydney Zuschauer: 13.391 Schiedsrichter: Jared Maxwell, Matt Cecchin |
| 2. August 16:00 | (12:12) Bericht        |         |                  | ANZ Stadium, Sydney Zuschauer: 13.391 Schiedsrichter: Jared Maxwell, Matt Cecchin |

| 3. August 19:00 | Gold Coast Titans | 24 : 14 | Parramatta Eels | Cbus Super Stadium, Gold Coast Zuschauer: 7.496 Schiedsrichter: Henry Perenara, Alan Shortall |
| 3. August 19:00 | (6:10) Bericht    |         |                 | Cbus Super Stadium, Gold Coast Zuschauer: 7.496 Schiedsrichter: Henry Perenara, Alan Shortall |

## Runde 22
| 7. August 19:45 | Brisbane Broncos | 16 : 18 | Canterbury-Bankstown Bulldogs | Suncorp Stadium, Brisbane Zuschauer: 34.082 Schiedsrichter: Ben Cummins, Gavin Morris |
| 7. August 19:45 | (10:6) Bericht   |         |                               | Suncorp Stadium, Brisbane Zuschauer: 34.082 Schiedsrichter: Ben Cummins, Gavin Morris |

| 7. August 19:45 | Manly-Warringah Sea Eagles | 28 : 8 | South Sydney Rabbitohs | Brookvale Oval, Sydney Zuschauer: 15.083 Schiedsrichter: Gerard Sutton, Gavin Reynolds |
| 7. August 19:45 | (14:2) Bericht             |        |                        | Brookvale Oval, Sydney Zuschauer: 15.083 Schiedsrichter: Gerard Sutton, Gavin Reynolds |

| 8. August 17:00 | New Zealand Warriors | 0 : 36 | St. George Illawarra Dragons | Mount Smart Stadium, Auckland Zuschauer: 18.317 Schiedsrichter: Gavin Badger, Alan Shortall |
| 8. August 17:00 | (0:10) Bericht       |        |                              | Mount Smart Stadium, Auckland Zuschauer: 18.317 Schiedsrichter: Gavin Badger, Alan Shortall |

| 8. August 17:30 | Cronulla-Sutherland Sharks | 30 : 18 | North Queensland Cowboys | Endeavour Field, Sydney Zuschauer: 13.878 Schiedsrichter: Matt Cecchin, David Munro |
| 8. August 17:30 | (14:0) Bericht             |         |                          | Endeavour Field, Sydney Zuschauer: 13.878 Schiedsrichter: Matt Cecchin, David Munro |

| 8. August 19:00 | Parramatta Eels | 10 : 4 | Penrith Panthers | Marrara Oval, Darwin Zuschauer: 8.340 Schiedsrichter: Adam Devcich, Matt Noyen |
| 8. August 19:00 | (0:4) Bericht   |        |                  | Marrara Oval, Darwin Zuschauer: 8.340 Schiedsrichter: Adam Devcich, Matt Noyen |

| 9. August 14:00 | Melbourne Storm | 36 : 14 | Gold Coast Titans | AAMI Park, Melbourne Zuschauer: 10.521 Schiedsrichter: Grant Atkins, Chris Sutton |
| 9. August 14:00 | (6:8) Bericht   |         |                   | AAMI Park, Melbourne Zuschauer: 10.521 Schiedsrichter: Grant Atkins, Chris Sutton |

| 9. August 16:00 | Newcastle Knights | 22 : 38 | Sydney Roosters | Hunter Stadium, Newcastle Zuschauer: 17.718 Schiedsrichter: Ashley Klein, Chris James |
| 9. August 16:00 | (0:26) Bericht    |         |                 | Hunter Stadium, Newcastle Zuschauer: 17.718 Schiedsrichter: Ashley Klein, Chris James |

| 10. August 19:00 | Canberra Raiders | 18 : 20 | Wests Tigers | Canberra Stadium, Canberra Zuschauer: 8.704 Schiedsrichter: Jared Maxwell, Henry Perenara |
| 10. August 19:00 | (12:4) Bericht   |         |              | Canberra Stadium, Canberra Zuschauer: 8.704 Schiedsrichter: Jared Maxwell, Henry Perenara |

## Runde 23
| 13. August 19:45 | North Queensland Cowboys | 18 : 31 | South Sydney Rabbitohs | 1300SMILES Stadium, Townsville Zuschauer: 16.685 Schiedsrichter: Ben Cummins, Gavin Badger |
| 13. August 19:45 | (12:13) Bericht          |         |                        | 1300SMILES Stadium, Townsville Zuschauer: 16.685 Schiedsrichter: Ben Cummins, Gavin Badger |

| 14. August 19:45 | Brisbane Broncos | 32 : 6 | St. George Illawarra Dragons | Suncorp Stadium, Brisbane Zuschauer: 33.480 Schiedsrichter: Jared Maxwell, Gavin Morris |
| 14. August 19:45 | (16:0) Bericht   |        |                              | Suncorp Stadium, Brisbane Zuschauer: 33.480 Schiedsrichter: Jared Maxwell, Gavin Morris |

| 15. August 15:00 | Wests Tigers    | 18 : 24 | Newcastle Knights | Campbelltown Stadium, Sydney Zuschauer: 10.963 Schiedsrichter: Gavin Reynolds, Chris Sutton |
| 15. August 15:00 | (16:12) Bericht |         |                   | Campbelltown Stadium, Sydney Zuschauer: 10.963 Schiedsrichter: Gavin Reynolds, Chris Sutton |

| 15. August 17:30 | Penrith Panthers | 24 : 10 | New Zealand Warriors | Penrith Stadium, Sydney Zuschauer: 6.774 Schiedsrichter: Ashley Klein, Chris James |
| 15. August 17:30 | (20:10) Bericht  |         |                      | Penrith Stadium, Sydney Zuschauer: 6.774 Schiedsrichter: Ashley Klein, Chris James |

| 15. August 19:30 | Sydney Roosters | 28 : 18 | Parramatta Eels | Allianz Stadium, Sydney Zuschauer: 11.255 Schiedsrichter: Grant Atkins, Henry Perenara |
| 15. August 19:30 | (4:18) Bericht  |         |                 | Allianz Stadium, Sydney Zuschauer: 11.255 Schiedsrichter: Grant Atkins, Henry Perenara |

| 16. August 14:00 | Canberra Raiders | 24 : 26 | Manly-Warringah Sea Eagles | Canberra Stadium, Canberra Zuschauer: 13.113 Schiedsrichter: Matt Cecchin, David Munro |
| 16. August 14:00 | (8:16) Bericht   |         |                            | Canberra Stadium, Canberra Zuschauer: 13.113 Schiedsrichter: Matt Cecchin, David Munro |

| 16. August 16:00 | Canterbury-Bankstown Bulldogs | 36 : 14 | Gold Coast Titans | Central Coast Stadium, Gosford Zuschauer: 11.021 Schiedsrichter: Adam Devcich, Alan Shortall |
| 16. August 16:00 | (12:4) Bericht                |         |                   | Central Coast Stadium, Gosford Zuschauer: 11.021 Schiedsrichter: Adam Devcich, Alan Shortall |

| 17. August 19:00 | Cronulla-Sutherland Sharks | 2 : 30 | Melbourne Storm | Endeavour Field, Sydney Zuschauer: 10.269 Schiedsrichter: Gerard Sutton, Gavin Badger |
| 17. August 19:00 | (2:12) Bericht             |        |                 | Endeavour Field, Sydney Zuschauer: 10.269 Schiedsrichter: Gerard Sutton, Gavin Badger |

## Runde 24
| 20. August 19:45 | St. George Illawarra Dragons | 19 : 12 | Penrith Panthers | Wollongong Showground, Wollongong Zuschauer: 9.145 Schiedsrichter: Ashley Klein, Alan Shortall |
| 20. August 19:45 | (10:10) Bericht              |         |                  | Wollongong Showground, Wollongong Zuschauer: 9.145 Schiedsrichter: Ashley Klein, Alan Shortall |

| 21. August 19:45 | South Sydney Rabbitohs | 18 : 32 | Canterbury-Bankstown Bulldogs | ANZ Stadium, Sydney Zuschauer: 26.503 Schiedsrichter: Jared Maxwell, Gavin Morris |
| 21. August 19:45 | (0:22) Bericht         |         |                               | ANZ Stadium, Sydney Zuschauer: 26.503 Schiedsrichter: Jared Maxwell, Gavin Morris |

| 22. August 15:00 | Cronulla-Sutherland Sharks | 40 : 18 | Wests Tigers | Endeavour Field, Sydney Zuschauer: 15.738 Schiedsrichter: Grant Atkins, Matt Noyen |
| 22. August 15:00 | (20:6) Bericht             |         |              | Endeavour Field, Sydney Zuschauer: 15.738 Schiedsrichter: Grant Atkins, Matt Noyen |

| 22. August 19:30 | New Zealand Warriors | 16 : 50 | North Queensland Cowboys | Mount Smart Stadium, Auckland Zuschauer: 14.412 Schiedsrichter: Matt Cecchin, Adam Devcich |
| 22. August 19:30 | (16:24) Bericht      |         |                          | Mount Smart Stadium, Auckland Zuschauer: 14.412 Schiedsrichter: Matt Cecchin, Adam Devcich |

| 22. August 19:45 | Sydney Roosters | 12 : 10 | Brisbane Broncos | Allianz Stadium, Sydney Zuschauer: 19.137 Schiedsrichter: Gerard Sutton, Gavin Badger |
| 22. August 19:45 | (8:0) Bericht   |         |                  | Allianz Stadium, Sydney Zuschauer: 19.137 Schiedsrichter: Gerard Sutton, Gavin Badger |

| 23. August 14:00 | Gold Coast Titans | 28 : 12 | Canberra Raiders | Cbus Super Stadium, Gold Coast Zuschauer: 8.762 Schiedsrichter: Gavin Reynolds, Chris Sutton |
| 23. August 14:00 | (14:12) Bericht   |         |                  | Cbus Super Stadium, Gold Coast Zuschauer: 8.762 Schiedsrichter: Gavin Reynolds, Chris Sutton |

| 23. August 16:00 | Manly-Warringah Sea Eagles | 16 : 20 | Parramatta Eels | Brookvale Oval, Sydney Zuschauer: 11.018 Schiedsrichter: Ben Cummins, Alan Shortall |
| 23. August 16:00 | (10:14) Bericht            |         |                 | Brookvale Oval, Sydney Zuschauer: 11.018 Schiedsrichter: Ben Cummins, Alan Shortall |

| 24. August 19:00 | Melbourne Storm | 6 : 20 | Newcastle Knights | AAMI Park, Melbourne Zuschauer: 8.743 Schiedsrichter: Henry Perenara, Chris James |
| 24. August 19:00 | (6:18) Bericht  |        |                   | AAMI Park, Melbourne Zuschauer: 8.743 Schiedsrichter: Henry Perenara, Chris James |

## Runde 25
| 27. August 19:45 | South Sydney Rabbitohs | 12 : 47 | Brisbane Broncos | ANZ Stadium, Sydney Zuschauer: 12.036 Schiedsrichter: Matt Cecchin, Gavin Morris |
| 27. August 19:45 | (6:22) Bericht         |         |                  | ANZ Stadium, Sydney Zuschauer: 12.036 Schiedsrichter: Matt Cecchin, Gavin Morris |

| 28. August 19:45 | Manly-Warringah Sea Eagles | 10 : 46 | Sydney Roosters | Brookvale Oval, Sydney Zuschauer: 12.911 Schiedsrichter: Jared Maxwell, Grant Atkins |
| 28. August 19:45 | (6:16) Bericht             |         |                 | Brookvale Oval, Sydney Zuschauer: 12.911 Schiedsrichter: Jared Maxwell, Grant Atkins |

| 29. August 15:00 | Parramatta Eels | 28 : 35 | Cronulla-Sutherland Sharks | Parramatta Stadium, Sydney Zuschauer: 11.778 Schiedsrichter: Gerard Sutton, Gavin Badger |
| 29. August 15:00 | (10:20) Bericht |         |                            | Parramatta Stadium, Sydney Zuschauer: 11.778 Schiedsrichter: Gerard Sutton, Gavin Badger |

| 29. August 17:30 | Newcastle Knights | 18 : 20 | Canterbury-Bankstown Bulldogs | Hunter Stadium, Newcastle Zuschauer: 23.604 Schiedsrichter: Adam Devcich, Chris James |
| 29. August 17:30 | (6:14) Bericht    |         |                               | Hunter Stadium, Newcastle Zuschauer: 23.604 Schiedsrichter: Adam Devcich, Chris James |

| 29. August 19:30 | Melbourne Storm | 14 : 6 | North Queensland Cowboys | AAMI Park, Melbourne Zuschauer: 15.214 Schiedsrichter: Ben Cummins, Alan Shortall |
| 29. August 19:30 | (8:0) Bericht   |        |                          | AAMI Park, Melbourne Zuschauer: 15.214 Schiedsrichter: Ben Cummins, Alan Shortall |

| 30. August 14:00 | Wests Tigers   | 50 : 16 | New Zealand Warriors | Campbelltown Stadium, Sydney Zuschauer: 6.711 Schiedsrichter: Gavin Reynolds, Chris Sutton |
| 30. August 14:00 | (18:6) Bericht |         |                      | Campbelltown Stadium, Sydney Zuschauer: 6.711 Schiedsrichter: Gavin Reynolds, Chris Sutton |

| 30. August 16:00 | Gold Coast Titans | 28 : 26 | St. George Illawarra Dragons | Cbus Super Stadium, Gold Coast Zuschauer: 12.335 Schiedsrichter: Ashley Klein, Gavin Morris |
| 30. August 16:00 | (12:20) Bericht   |         |                              | Cbus Super Stadium, Gold Coast Zuschauer: 12.335 Schiedsrichter: Ashley Klein, Gavin Morris |

| 31. August 19:00 | Canberra Raiders | 34 : 18 | Penrith Panthers | Canberra Stadium, Canberra Zuschauer: 6.717 Schiedsrichter: Henry Perenara, Matt Noyen |
| 31. August 19:00 | (22:6) Bericht   |         |                  | Canberra Stadium, Canberra Zuschauer: 6.717 Schiedsrichter: Henry Perenara, Matt Noyen |

## Runde 26
| 3. September 19:45 | Brisbane Broncos | 8 : 15 | Melbourne Storm | Suncorp Stadium, Brisbane Zuschauer: 44.015 Schiedsrichter: Jared Maxwell, Grant Atkins |
| 3. September 19:45 | (4:8) Bericht    |        |                 | Suncorp Stadium, Brisbane Zuschauer: 44.015 Schiedsrichter: Jared Maxwell, Grant Atkins |

| 4. September 19:45 | Sydney Roosters | 30 : 0 | South Sydney Rabbitohs | Allianz Stadium, Sydney Zuschauer: 25.019 Schiedsrichter: Gerard Sutton, Gavin Badger |
| 4. September 19:45 | (30:0) Bericht  |        |                        | Allianz Stadium, Sydney Zuschauer: 25.019 Schiedsrichter: Gerard Sutton, Gavin Badger |

| 5. September 15:00 | Penrith Panthers | 30 : 12 | Newcastle Knights | Penrith Stadium, Sydney Zuschauer: 8.936 Schiedsrichter: Gavin Reynolds, Adam Gee |
| 5. September 15:00 | (8:12) Bericht   |         |                   | Penrith Stadium, Sydney Zuschauer: 8.936 Schiedsrichter: Gavin Reynolds, Adam Gee |

| 5. September 17:30 | Wests Tigers   | 30 : 32 n. V. | St. George Illawarra Dragons | ANZ Stadium, Sydney Zuschauer: 17.685 Schiedsrichter: Matt Cecchin, Gavin Morris |
| 5. September 17:30 | (8:20) Bericht |               |                              | ANZ Stadium, Sydney Zuschauer: 17.685 Schiedsrichter: Matt Cecchin, Gavin Morris |

| 5. September 19:30 | North Queensland Cowboys | 42 : 12 | Gold Coast Titans | 1300SMILES Stadium, Townsville Zuschauer: 16.977 Schiedsrichter: Henry Perenara, Chris Sutton |
| 5. September 19:30 | (16:12) Bericht          |         |                   | 1300SMILES Stadium, Townsville Zuschauer: 16.977 Schiedsrichter: Henry Perenara, Chris Sutton |

| 6. September 14:00 | Parramatta Eels | 24 : 28 n. V. | Canberra Raiders | Parramatta Stadium, Sydney Zuschauer: 10.515 Schiedsrichter: Gavin Badger, Chris James |
| 6. September 14:00 | (6:6) Bericht   |               |                  | Parramatta Stadium, Sydney Zuschauer: 10.515 Schiedsrichter: Gavin Badger, Chris James |

| 6. September 16:00 | Cronulla-Sutherland Sharks | 12 : 14 | Manly-Warringah Sea Eagles | Endeavour Field, Sydney Zuschauer: 19.146 Schiedsrichter: Ben Cummins, Matt Noyen |
| 6. September 16:00 | (8:10) Bericht             |         |                            | Endeavour Field, Sydney Zuschauer: 19.146 Schiedsrichter: Ben Cummins, Matt Noyen |

| 6. September 18:30 | Canterbury-Bankstown Bulldogs | 26 : 22 | New Zealand Warriors | ANZ Stadium, Sydney Zuschauer: 14.821 Schiedsrichter: Ashley Klein, Grant Atkins |
| 6. September 18:30 | (8:6) Bericht                 |         |                      | ANZ Stadium, Sydney Zuschauer: 14.821 Schiedsrichter: Ashley Klein, Grant Atkins |